# 大東建設
大東建設（だいとうけんせつ）は、東京都北区にあるマンション・アパートの建築施工会社である。

## 概要
同社は、大東建託が設立した大東建設と国際興業グループだった日本電建をルーツとする大東住宅が2004年に合併した。

旧日本電建時代からの土地活用の都市型複合ビル「アーバンルネサンス」シリーズをはじめ、木造住宅、賃貸マンションなどの経営を行っている。

なお、プロゴルファーの青木功は日本電建時代に所属していたことがあり、TVCMにも出演経験がある。

## 沿革

### 旧大東住宅
- 2002年8月：国際興業より日本電建の事業が大東建託へ事業譲渡され、新たに新日本電建株式会社を設立。
- 2003年7月：新日本電建株式会社を大東住宅株式会社に改称。

### 旧大東建設
- 1997年5月：大東建設株式会社を設立。※大東建託の前身社名とは別である。

### 新制大東建設
- 2004年4月：大東住宅株式会社と大東建設株式会社が合併（存続会社は大東住託）し、大東住宅株式会社として営業開始。
- 2006年4月：大東住宅株式会社を現在の大東建設株式会社へ改称。